# La Virtud
Las Virtud (uit het Spaans: "De Deugd") is een gemeente (gemeentecode 1312) in het departement Lempira in Honduras. De gemeente grenst aan El Salvador.

## Ligging
Het dorp ligt op 4 uur rijden vanaf Gracias of Santa Rosa de Copán. Het ligt in een vallei aan de rivier Gualguiz y Jurón. Dichtbij, op de grens met El Salvador, stroomt de Lempa. De fauna bestaat uit droog subtropisch bos. In de gemeente zijn enkele bergen.

## Geschiedenis
De eerste bewoners kwamen uit El Salvador. Zij streken hier neer om jiquilite (een soort van de Indigofera) te verbouwen, vanwege de blauwe kleurstof. Volgens de overlevering is toen het dorp gesticht door de Spaanse priester Doroteo Alvarenga.

## Economie
Door de ligging aan de grens is de handel de belangrijkste activiteit. De Amerikaanse dollar, die de officiële munteenheid is in El Salvador, wordt ook in La Virtud geaccepteerd. Daarnaast is de veeteelt belangrijk. Verder worden er maïs en bonen verbouwd.
Er is elektriciteit in het dorp.

## Bevolking
De bevolking is als volgt verdeeld:
| Vrouwen | 3426 | 51,4% |
| Mannen  | 3236 | 58,6% |

## Dorpen
De gemeente bestaat uit dertien dorpen (aldea), waarvan het grootste qua inwoneraantal: La Virtud (code 131201).

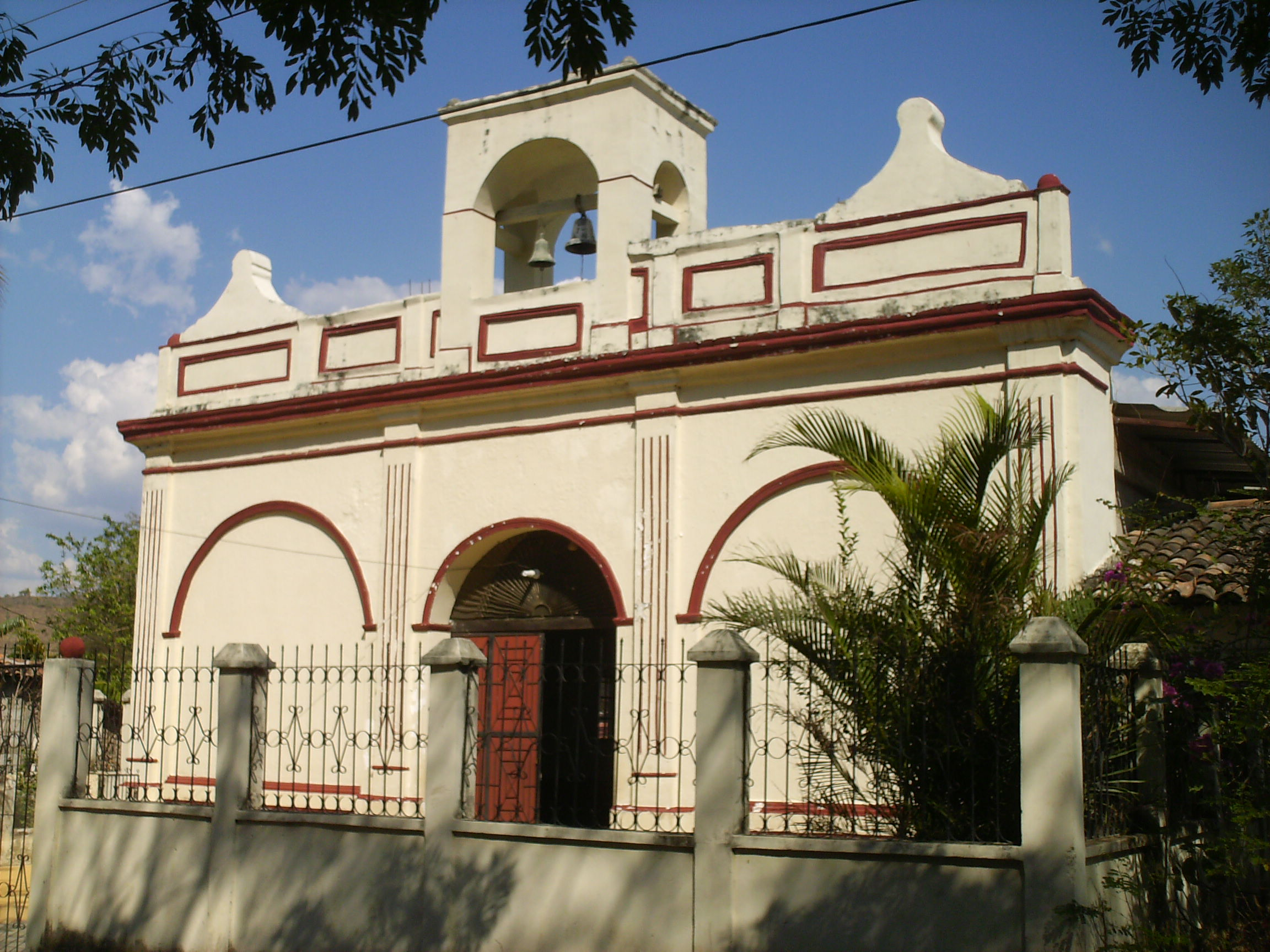
Oude kerk van La Virtud
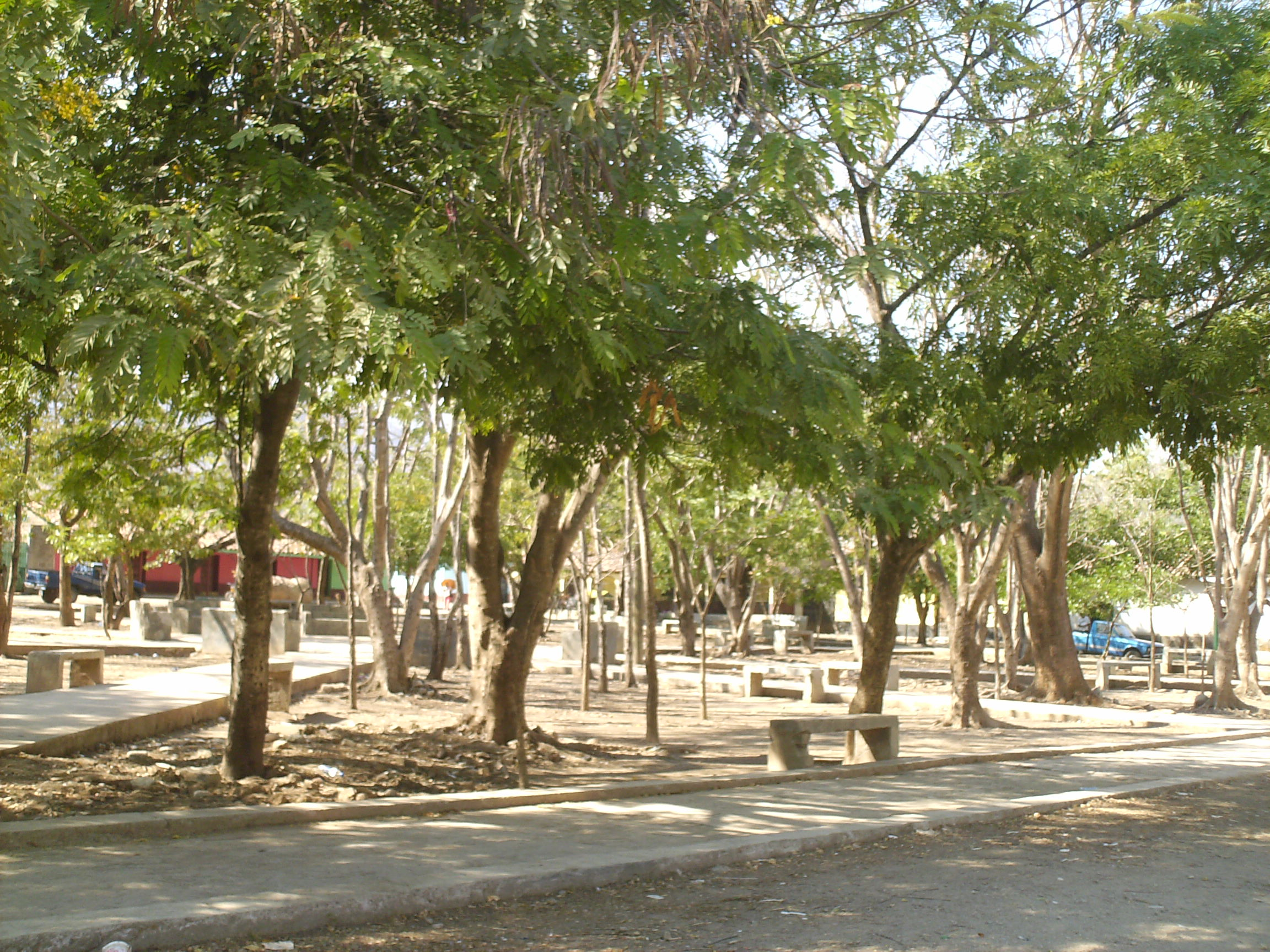
Plein in La Virtud
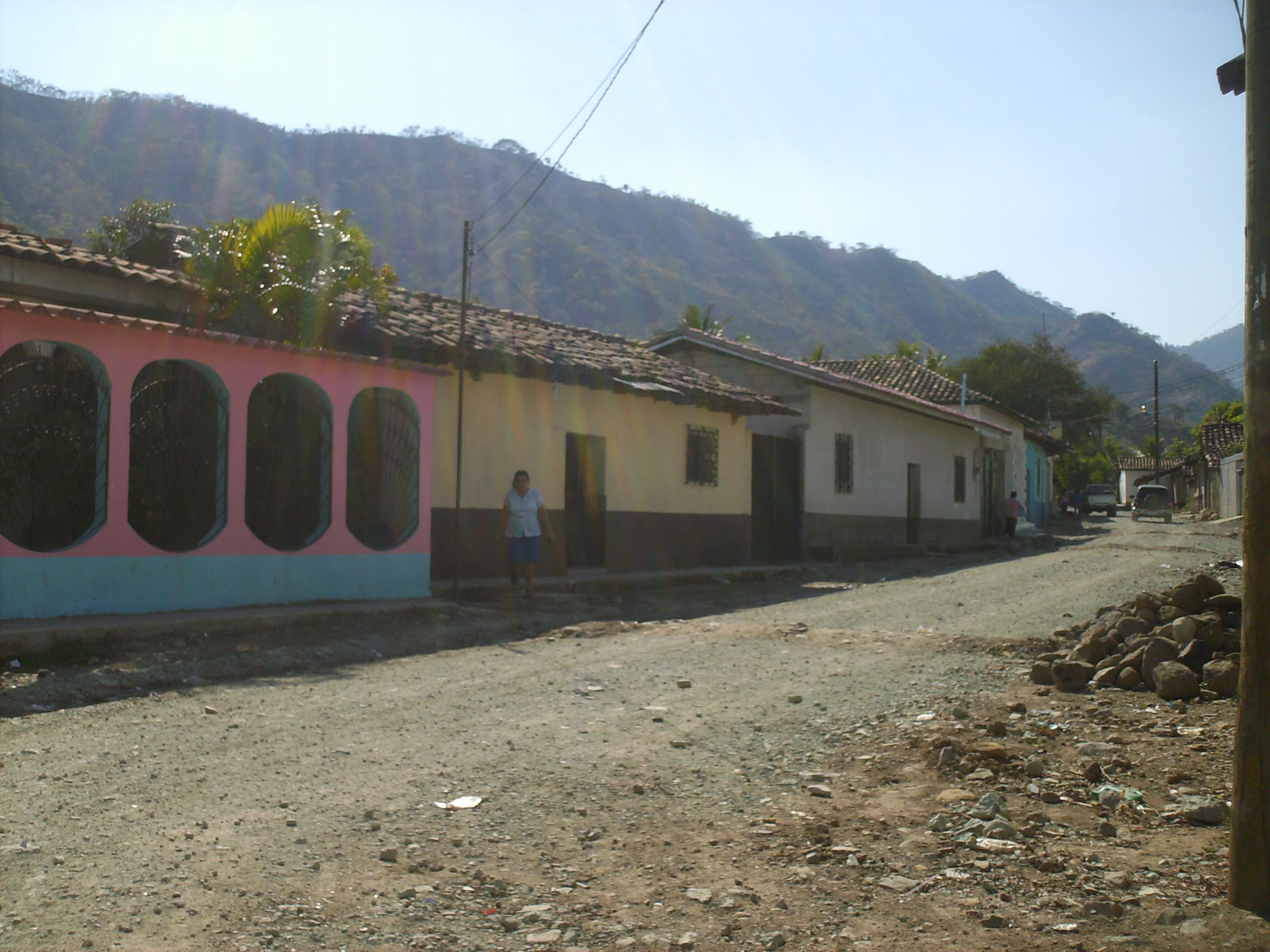
Straat in La Virtud